# 에이리언 컨버전스
《에이리언 컨버전스》(Alien Convergence)는 미국에서 제작된 롭 팔라티나 감독의 2017년 액션, 모험, 공포 영화이다. 캐롤라인 이바리 등이 주연으로 출연하였고 데이빗 마이클 랫 등이 제작에 참여하였다.

## 출연

### 주연
- 캐롤라인 이바리
- 마이클 마르셀

## 기타
- 공동제작: 폴 베일스
- 배역: 스코티 멀른